# Suore francescane figlie della misericordia
Le Suore Francescane Figlie della Misericordia (in spagnolo Hermanas Franciscanas Hijas de la Misericordia) sono un istituto religioso femminile di diritto pontificio: le suore di questa congregazione pospongono al loro nome la sigla F.H.M.

## Storia
La congregazione fu fondata a Maiorca il 14 settembre 1856 dal sacerdote Gabriel Mariano Ribas de Pina, insieme con sua sorella Josefa María, per l'struzione gratuita delle fanciulle e l'assistenza agli ammalati nei piccoli paesi.
L'istituto è aggregato al Terzo ordine regolare di San Francesco dal 1920; viene ritenuto di diritto pontificio dal 1921, quando fu rinvenuto negli archivi vaticani il decreto di lode, che invece reca la data dell'11 marzo 1871.

## Attività e diffusione
Le suore si dedicano all'istruzione della gioventù, all'assistenza agli ammalati e al lavoro nelle missioni; il loro abito è di colore azzurro, in omaggio all'Immacolata Concezione.
Sono presenti in Bolivia, in Italia, in Messico, in Perù e in Spagna; la sede generalizia è a Madrid.
Alla fine del 2008 la congregazione contava 283 religiose in 52 case.